# Oklahoma
Oklahoma és un estat situat a la regió central del sud dels Estats Units d'Amèrica, està limitat al nord pels estats de Colorado i Kansas, a l'est per Missouri i Arkansas, a l'oest per Nou Mèxic i al sud per Texas, separats pel curs del riu Red. Amb una estimació de 3.617.316 residents l'any 2007 i una superfície de 177.847 km², Oklahoma és el 28è estat més poblat i 20è més extens dels EUA. El nom de l'estat prové de les paraules choctaw Okla i Humma, que signifiquen "poble vermell". És conegut informalment pel sobrenom de The Sooner State (estat dels arribats abans d'hora), en referència als colonitzadors que van entrar al territori abans de la data o l'hora fixades ("sooners") en la "cursa per la terra" de 1889. Format per una barreja de territori d'Oklahoma i territori indi el 16 de novembre de 1907, Oklahoma va ser el 46é estat que va entrar a la Unió. La seua capital, i ciutat més gran, és Oklahoma City. És l'únic estat que comparteix el seu nom amb el de la seua capital.
L'estat és un important productor de gas natural, petroli i productes agrícoles, Oklahoma, es basa econòmicament amb els sectors de l'aviació, l'energia, les telecomunicacions i la biotecnologia. Té una de les economies de creixement més accelerat de tots els EUA. Oklahoma City i Tulsa són els principals motors econòmics d'Oklahoma, amb gairebé el 60 per cent de la població que viu en aquestes àrees metropolitanes.
Amb petites cadenes muntanyoses, praderies i boscos de l'est, la majoria d'Oklahoma està en les Grans Planes i les Terres Altes de l'Interior dels EUA en una regió especialment procliu a condicions meteorològiques adverses. A més de tenir una prevalença d'alemanys, irlandesos, britànics i indis nadius nord-americans, més de 25 llengües indígenes autòctones es parlen a Oklahoma, més que a qualsevol altre estat. Té molt estesa la creença en el cristianisme evangèlic, cosa que el converteix en un dels estats més conservadors políticament, encara que Oklahoma té més votants registrats en el Partit Demòcrata que en qualsevol altra part.

## Etimologia
El nom Oklahoma prové d'una frase Choctaw, que significa literalment Terra del poble vermell. El cap dels Choctaw, Allen Wright, va suggerir aquest nom l'any 1866 durant les negociacions del tractat amb el govern federal sobre l'ús del territori indígena, en la qual es va preveure un estat indi controlat pel superintendent dels Estats Units d'Afers Indígenes. Okla humma era una frase en la llengua Choctaw utilitzada per fer referència a la raça nativa americana en el seu conjunt. Oklahoma després es va convertir en el nom de facto de territori d'Oklahoma, i va ser aprovat oficialment el 1890, dos anys després que l'àrea es va obrir als colons blancs.

## Geografia
Oklahoma és el 20é estat més gran dels Estats Units, amb una superfície de 181.035 km², amb 177.847 km² de terra i 1.231 3.188 km² d'aigua. És un dels sis estats de la franja fronterera, i es troba en part a les Grans Planes, a prop del centre geogràfic dels 48 estats contigus (tots els estats excepte Alaska i Hawaii). Limita a l'est amb Arkansas i Missouri, al nord amb Kansas, a l'extrem nord-oest amb Colorado, a l'extrem oest amb Nou Mèxic, i a l'oest, sud i gairebé per Texas. Oklahoma se subdivideix en setanta-set comtats, el qual el fa el dissetè estat en nombre de comtats.

## Demografia
Segons dades del cens dels EUA del 2000, hi havia censats a l'estat 408.526 amerindis nord-americans (12%). Les tribus més importants són els cherokees (156.831), choctaw (65.145), creek (34.530), chickasaw (20.210), seminola (10.205), kiowa (7.640), comanxe (6.624), osage (6.384), potawatomi (5.934), lenape (3.676), xeiene (3.335), xeiene-arapaho (3.278), apatxe (3.279), shawnee (3.240), iroquesos (2.972, d'ells, 832 hurons i 1.217 seneca-cayuga), ponca (2.445), fox i sauk (2.254), sioux (2.160), caddo (1.986), pawnee (1927), kickapoo (1.573), navaho (1.551), otoe-missouria (1.502), wichita (1.281), blackfoot (1.123), arapaho (1.110), kanza (973), quapaw (844), miami (608), peoria (584), ottawa (513), ioway (439), yuchi (272), tonkawa (236), winnebago (149), omaha (107) i modoc (46).

## Nascut a Oklahoma
- John Michael Talbot cantant i compositor
- Brad Pitt actor